# 袁集镇
袁集镇，是中华人民共和国安徽省阜阳市颍州区下辖的一个乡镇级行政单位。

## 行政区划
袁集镇下辖以下地区：
袁集社区、张堂村、安徐村、窑前村、前炉村、郭王村、大朱村、四十铺村、徐楼村和宁大村。